# Michael Sahr

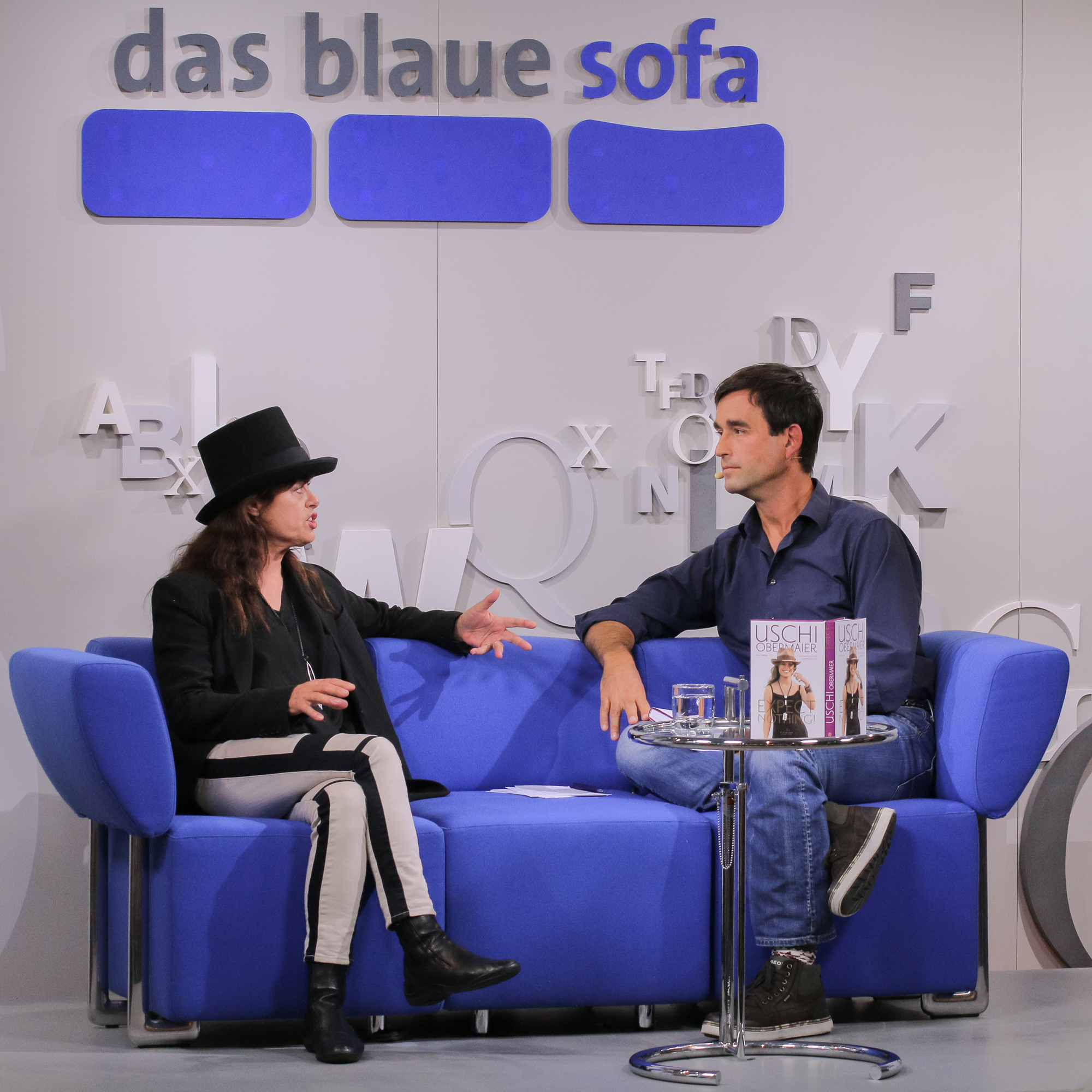
Uschi Obermaier mit dem Journalisten Michael Sahr bei der Vorstellung ihrer Autobiographie auf dem blauen Sofa während der Frankfurter Buchmesse 2013

Michael Sahr (* 18. September 1970) ist ein deutscher Fernsehjournalist und Moderator des ZDF und bei Phoenix.

## Moderationen
Im ZDF moderiert Sahr regelmäßig das Magazin sonntags, beim Fernsehsender Phoenix Sendungen aus den Reihen Phoenix Plus und Phönix vor Ort. Er gehört zu den Moderatoren von Das Blaue Sofa, einem Interviewformat, das auf den Buchmessen in Frankfurt und Leipzig stattfindet und u. a. auf dem Sender 3sat läuft.
Im Jahr 2021 moderierte Sahr Menschen – das Magazin.

## Lebenslauf
Sahr machte 1990–1992 eine Ausbildung zum Reserveoffizier der Bundeswehr. Sein Studium in den Fächern Allgemeine Rhetorik, Philosophie und Kunstgeschichte in Tübingen, Amherst (Massachusetts) und St. Gallen schloss er als Magister Artium ab. Ab 1994 arbeitete er als Redakteur beim SWR und beim Schwäbischen Tagblatt, 1996 wechselte er zum ZDF, arbeitete u. a. für das ZDF-Magazin Hallo Deutschland und für das ZDF-Börsenstudio in Frankfurt am Main. Von 2005 bis 2011 war er Programmreferent des ZDF-Intendanten Markus Schächter. Ab 2011 arbeitet er in der Hauptredaktion Kultur des ZDF, wo er neben der Moderatorentätigkeit auch als Autor Filmbeiträge produziert.
Michael Sahr lebt in Mainz, ist verheiratet und hat einen Sohn.